# C'era una volta gli americani
C'era una volta gli americani (The Making of Americans: Being a History of a Family's Progress) è un romanzo modernista di Gertrude Stein.
Pubblicato per la prima volta in un'edizione di sole 500 copie dalla Contact Press Editions nel 1925, ma scritto tra il 1903 e il 1911, con tre grandi fasi di revisione. Rimasto per lo più nascosto al pubblico fino al 1924, in tale anno, in seguito all'insistenza di Ernest Hemingway e Ford Madox Ford, ne uscirono degli estratti sul The Transatlantic Review (rivista letteraria di Ford del 1924, con base a Parigi, ma pubblicata a Londra).

## Contenuto
Il romanzo traccia la genealogia, la storia e un'indagine psicologica dei membri delle famiglie Hersland e Dehning. L'autrice include frequentemente sezioni che hanno le caratteristiche tipiche del metaromanzo, in cui riflette sul processo di scrittura del testo, che si inseriscono all'interno del fluire dell'intreccio.

## Edizioni italiane
- Gertrude Stein, C'era una volta gli americani, trad. Barbara Lanati e Luigi Sampietro, Collana Supercoralli, Einaudi, Torino, I ed. 1979, pp. XVI-341, ISBN 978-88-062-0917-9.